# Friedrich Christian von Eben und Brunnen
Freiherr Friedrich Christian von Eben und Brunnen, später bekannter unter dem Namen Baron d’Eben (* März 1773 in Kreuzburg; † 1835 in Bogotá, Kolumbien), war ein preußischer, britischer, portugiesischer und kolumbianischer Offizier.

## Leben
Friedrich Christian entstammte der Familie Eben von Brunnen. (In den meisten Veröffentlichungen lautet sein Vorname Friedrich, teilweise auch Friedrich Christian. Bei Walter Görlitz heißt er Christoph, bei Oskar Pusch Christoph Adolph Friedrich.) Seine Eltern waren der preußische General Karl Adolf August von Eben und Brunnen (1734–1800) und dessen Ehefrau Sophie Luise von Möhring (1744–1800).
Nach seiner Militärzeit in Preußen von 1787 bis 1799 folgte die Militärzeit in Großbritannien von 1800 bis 1808, die er in London verbrachte. In dieser Zeit zeichnete er Uniformen der verschiedenen Heeresgattungen und schrieb militärische Bücher für den Kriegseinsatz der britischen Kavallerie. In seiner Londoner Zeit hatte er Kontakte und Freunde in den höchsten Kreisen der britischen Gesellschaft. Der Duke of Sussex, der Bruder des britischen Königs George IV., war mit Baron d’Eben eng befreundet. Ebenfalls verband ihn eine lange und enge Freundschaft mit der Gräfin Wilhelmine von Lichtenau.
1808 heiratete Friedrich Christian Freiherr von Eben und Brunnen in Porto Elisabetha geborene Contessa d’Astigarraga (* 1792; † 26. Januar 1861), Tochter des portugiesischen Admirals Josè Conde d’Astigarraga und Maria Theresia geborene von Ritter. Sie bekamen die Kinder Friedrich (1817–1867), Friederika Josephiene (1818–1877) und Anna Elisabetha (1820–1897).
Als 1809 Porto von dem französischen General Soult erobert und geplündert wurde, verlor Baron d’Eben sein gesamtes Vermögen.
1835 verstarb er in Bogotá. Seine Familie kam nach seinem Tode verarmt nach Deutschland und lebte viele Jahre in der Stadt Bamberg. Auf Grund der großen Verdienste des Barons d’Eben wurde seine Familie vom britischen, preußischen und bayerischen Königshaus protegiert, wie aus der Bamberger Einbürgerungsakte hervorgeht.

### Militärkarriere

#### Preußen
1787 trat Friedrich Christian Freiherr von Eben und Brunnen als Fahnenjunker in die Preußische Armee ein und diente zunächst in dem Leib-Husaren-Regiment „von Eben“ seines Vaters, des Husaren-Generals Karl Adolf August von Eben und Brunnen. Er nahm 1787 am preußischen Einmarsch in Holland und von 1792 bis 1795 an den Feldzügen des Ersten Koalitionskriegs gegen Frankreich teil. 1792 erfolgte seine Ernennung zum Premierleutnant. 1794 erhielt er mit 21 Jahren wegen vorzüglicher Tapferkeit den Orden Pour le Mérite.

#### Großbritannien
Als sich Preußen nach dem Ersten Koalitionskrieg neutral zu Frankreich verhielt, Großbritannien sich aber weiter im Kriegszustand zu Frankreich befand, nahm Friedrich 1799 seinen Abschied aus der Preußischen Armee und trat 1801 als Captain bei den Yorkshire Hussars in britische Dienste ein. Er erarbeitete die Dienstinstruktionen für die leichte Reiterei, errichtete auf Befehl des Prinzregenten eine Kompanie nach Art der ungarischen Husaren, und sein entworfenes Handbuch für die neue Bewaffnung der britischen Kavallerie wurde vom Oberbefehlshaber, dem Duke of York, bei der Armee eingeführt.
1806 erfolgte seine Ernennung zum Major in einem Jägerregiment. 1807 diente er bis zum Tilsiter Frieden als Freiwilliger in dem preußischen Truppenkorps unter General Blücher.

#### Napoleonischen Kriege auf der Iberischen Halbinsel
1808 erfolgte sein Kriegseinsatz in Portugal, nach dem Einmarsch der Napoleonischen Armee in Portugal 1807. Baron d’Eben erhielt als Oberst das Kommando über die britisch-portugiesische Legion in Porto. Als Kommandant von Porto trug er aus eigenem Vermögen zur Bewaffnung gegen die Franzosen bei und zeichnete sich in dem Kriege gegen diese Nation sehr aus. Bei der Bevölkerung war er nach kurzer Zeit hochgeachtet und sehr beliebt. 1809 wurde er zum Gouverneur von Setúbal ernannt. 1810 war er Befehlshaber der Loyal Lusitanian Legion in der Schlacht von Buçaco, Torres Vedras und bei der Verfolgung des französischen Generals Masséna. 1811 erfolgte die Ernennung zum britischen Lieutenant-Colonel und portugiesischen Brigadegeneral. Er kommandierte eine Brigade in den Schlachten bei Fuentes de Oñoro, Almeida, Rodrigo und Badajoz. In der Schlacht an der Esla und bei der Blockade von Zamora 1812 befehligte er ein Corps in Spanien. 1813 wurde er zum Gouverneur der Provinz Alto Trás-os-Montes ernannt.

#### Weitere Stationen seines Lebens
1814 erfolgte seine Beförderung zum britischen Colonel und Ernennung zum Adjutanten des britischen Prinzregenten und späteren König George IV. 1817 wurde er von Neidern angeschuldigt, sich an der Verschwörung des Generals Gomes Freire de Andrade beteiligt zu haben. Das Gericht stellte zwar in allen Punkten seine Unschuld fest, trotzdem erfolgte seine Verbannung aus Portugal und Großbritannien. Die Freie Stadt Hamburg gewährte ihm Asyl. Von Hamburg aus hielt er vergeblich bei dem portugiesischen König um die Revision seines Prozesses an. Der König, der zu dieser Zeit in Brasilien lebte und in Portugal wenig Macht besaß, ließ ihm mitteilen, dass er von der Falschheit der Anklage und von seiner Unschuld völlig überzeugt sei. Doch das verhängte Urteil blieb bestehen. 1818 hielt der Duke of Sussex eine leidenschaftliche Rede vor dem britischen Parlament, in der er die haltlosen Anschuldigungen gegen Baron d’Eben anprangerte und seine Rehabilitierung forderte. Selbst dieser Einsatz des Duke of Sussex blieb ohne Erfolg. 1820 berief Simón Bolívar Baron d’Eben in sein Heer. Obwohl der Befehl gefasst war, keinen fremden Offizier mehr anzustellen, machte Simón Bolívar mit diesem verdienstvollen Krieger eine Ausnahme und stellte Baron d’Eben sogleich als Brigadegeneral in seiner Armee ein. Während der südamerikanischen Unabhängigkeitskriege gegen die Spanier leistete Baron d’Eben vielfache Dienste. Er organisierte Simón Bolívars Heer und bekam 1822 den Befehl über das Belagerungsheer in der Schlacht und der Einnahme von Quito übertragen.

## Auszeichnungen und Ernennungen
- 1799 Ernennung zum Malteser-Ritter
- 1809 Ernennung zum Gouverneur von Setuval
- 1813 Ernennung zum Gouverneur der Provinz Traz-os-Montes
- 1817 Königlich Preußischer St. Johanniter-Orden